# Kylie Live: X2008
Kylie Live: X2008 je DVD oziroma Blu-ray s posnetki z desete koncertne turneje Kylie Minogue, KylieX2008. Vključuje enega od koncertov, dokumentarni film o nastanku turneje ter galerijo s fotografijami. Posneli so ga na 16 mm filmskem traku na Blu-rayju, zaradi česar so nekoliko kritizirali njegovo kvaliteto, saj naj ta filmski trak ne bi bil primeren za televizijo.

## Seznam pesmi
1. »Speakerphone«
2. »Can't Get You Out of My Head«
3. »Ruffle My Feathers«
4. »In Your Eyes«
5. »Heart Beat Rock«
6. »Wow«
7. »Shocked«
8. »Loveboat«
9. »Copacabana«
10. »Spinning Around«
11. »Like a Drug«
12. »Slow«
13. »2 Hearts«
14. »Sometime Samurai«
15. »Come into My World«
16. »Nu-di-ty«
17. »Sensitized«
18. »Flower«
19. »I Believe in You«
20. »On a Night Like This«
21. »Your Disco Needs You«
22. »Kids«
23. »Step Back in Time«
24. »In My Arms«
25. »No More Rain«
26. »The One«
27. »Love at First Sight«
28. »I Should Be So Lucky«

Posebni dodatki
- 12 ur... v življenju Kylie Minogue
- Odrska projekcija iz ozadja (Blu-ray ima 8 posnetkov več kot DVD)

| DVD 1. »Speakerphone«/»Can't Get You Out of My Head« 2. »Ruffle My Feathers« 3. »Like a Drug« 4. »Sometime Samurai« 5. »Sensitized« | Blu-ray 1. »Speakerphone«/»Can't Get You Out of My Head« 2. »Ruffle My Feathers« 3. »In Your Eyes« 4. »Heart Beat Rock«/»Wow« 5. »Loveboat« 6. »Spinning Around« 7. »Like a Drug« 8. »2 Hearts« 9. »Sometime Samurai« 10. »Nu-di-ty« 11. »Sensitized« 12. »In My Arms« 13. »No More Rain« |

- Koncept oblikovanja
- Galerija s fotografijami (Blu-ray vključuje več fotografij kot DVD)
- Napovednik za DVD KylieX2008 (vključen kot presenečenje za veliko noč)

## Dosežki
| Lestvica (2008)                                  | Dosežek |
| ------------------------------------------------ | ------- |
| Avstralija (ARIA)                                | 2       |
| Nova Zelandija (RIANZ)                           | 7       |
| Združeno kraljestvo (The Official Chart Company) | 2       |
| Nemčija (Media Control Charts)                   | 83      |
| Češka (Czech Music Video Chart)                  | 9       |